# Noelle
Noelle és una comèdia estatunidenca sobre el Nadal dirigida i escrita per Marc Lawrence. És protagonitzada per Anna Kendrick com a Noelle Claus, la filla de Sant Nicolau. També apareixen Bill Hader, Billy Eichner, Julie Hagerty, i Shirley MacLaine.
S'estrenà de manera exclusiva el 12 de novembre de 2019 a Disney+.

## Argument
Mentre Kris Kringle es prepara per a retirar-se com a Santa i així passar les regnes del negoci al seu fill Nick, l'estrés de la seua futura ocupació comença a fer efecte en Nick. Quan la seua germana Noelle suggereix que es prenga el cap de setmana lliure, Nick abandona el seu post per complet i desapareix. Noelle s'enfronta al món fora del pol Nord per primera vegada quan decideix anar a buscar-lo per a fer que torne. Mentrestant, el seu cosí Gabriel, poc preparat, pren el control i tracta de convertir el taller del Pare Noel en un servici de lliurament en línia.